# Реакція Полоновського
Реакція Полоновського (англ. Polonovski reaction) — N-Деметилювання арилдиметиламінів внаслідок дії на їх N-оксиди оцтовим ангідридом в спиртовому розчині. Особливо успішна в ряду гетероциклів.